# Fading Like a Flower (Every Time You Leave)
Fading Like a Flower (Every Time You Leave), skriven av Per Gessle, var den andra singeln från den svenska popduon Roxettes album Joyride från 1991. I juli 1991 tillbringade sången en vecka på andra plats på listan Billboard Hot 100 i USA.
Den blev även en stor hit i Sverige, den fjärde största hiten på Trackslistan 1991.
En remixversion av sången gjordes av Dancing DJs 2005 och låg på #18 i Storbritannien.

## Musikalisk analys
- Pianobaserad

## Listplaceringar
| Lista (1991)  | Position |
| ------------- | -------- |
| Australien    | 7        |
| Nederländerna | 7        |
| Norge         | 4        |
| Nya Zeeland   | 22       |
| Schweiz       | 3        |
| Sverige       | 5        |
| Österrike     | 6        |